# Ord med uddljudande hv‐ i svenska språkliga varieteter
Ord med uddljudande hv‐ är ord som i uttal eller bara i stavningen har börjat med hv‐, eller med ljud utvecklat ur hv‐, i svenska språkliga varieteter under olika tider. I den standardsvenska nysvenska språkliga varieteten före stavningsförändringen 1906 var hv‐ ett ortografiskt drag utan betydelse för uttalet. Men i äldre svenska och i folkmål finns eller fanns även en fonologisk skillnad mellan v‐ och hv‐ (eller utvecklingar av hv‐).
I nutida standardsvenska finns stavningar med hv‑ i stället för v‑ som prestigestavning eller medvetet bevarad gammalstavning, som i Hvilans kyrkogård.

## Språkhistoria
I fornnordiska och fornsvenska fanns uddljudande hv‐ med hörbart /h/. Ursprungligen uttalades denna fonemförbindelse med ett frikativt /h/ (IPA [x]) och halvvokaliskt /v/ (IPA [w]), alltså som [xw]. Efterhand utvecklades konsonantförbindelsen till [kv], [w], [h] eller [v] i olika nordiska språkliga varieteter. I standardsvenska har uttalet blivit [v].

## Lista
Före den påbjudna förändringen av standardsvensk stavning innehöll Svenska Akademiens ordlista ett tjugutal grundord på ⟨hv‐⟩: sex substantiv, två adjektiv, fem verb och ett tiotal medlemmar av de slutna ordklasserna. De sistnämnda är pronomina, konjunktioner och medlemmar av den traditionella och ifrågasatta ordklassen ”adverb”. Oböjliga ord på ⟨hv‐⟩ kallas ofta ”hv‑ord” i nordisk språkvetenskap. Dessutom fanns i äldre skriven svenska ordet hvalp (hund).
I listan medtages även folkmålsord som hör till denna grupp, men som inte haft en etablerad stavning med ‑hv eftersom de inte upptagits i ett skriftspråk. Folkmålsord finns i gröna fält i tabellen. Ord som haft en svag ställning i skrift, eller tidigt blivit ovanliga eller helt försvunnit ur skriftspråket utmärks på samma färg.
I orden i listan behöver man också ändra ⟨f⟩ och ⟨fv⟩ till ⟨v⟩ för att stavningen skall bli den nu gängse i standardsvenska (hvalf ＞ valv med flera).
| Grundord                                                        | Avledningar och anmärkningar |
| Substantiv                                                      | Substantiv |
| --------------------------------------------------------------- | --- |
| hval (djur)                                                     | |
| hvalf                                                           | hvälfva |
| hvalp                                                           | Hvalp förlorade sitt h‐ i standardsvenska före stavningsändringarna 1906. I Anders Fredrik Dalins Ordbok över svenska språket (1850) hänvisas från hvalp till valp. I första utgåvan av Svenska Akademiens ordlista (1874) finns icke ens en hänvisning. |
| hvarf                                                           | (om)hvärfva, dock ej värfva (rekrytera) |
| hven (gräs)                                                     | |
| hvete                                                           | |
| hvirfvel                                                        | hvirfla |
| Adjektiv                                                        | |
| hvass                                                           | hvässa |
| hvit                                                            | hvitna |
| Verb                                                            | |
| hvila                                                           | hvila (substantiv) |
| hvina                                                           | |
| hviska                                                          | hviskning |
| hvissla                                                         | hvissling |
| hväsa                                                           | hväsning |
| hveka (”svaja, vackla” bokstavligt eller om tro eller föresats) | |
| wia (hvija) (Lister härads mål, ”gnägga, vrenskas”)             | (troligen) hvi (Skåne, neutrum, ”gällt skri, om barn och grisar”, isländska hví ”skrik”) |
| ”hv‑ord” (ordklasser enligt Svenska Akademiens ordlista)        | |
| hvad – pronomen, adverb                                         | hvadan, hvadefter med flera |
| hvar (alla) – pronomen                                          | hvarje, hvarandra med flera |
| hvar (på vilket ställe) – adverb                                | hvart, hvarför, hvarifrån, med flera |
| hvarken – konjunktion                                           | |
| hvem – pronomen                                                 | hvems |
| hvi (varför) – adverb                                           | |
| hvilken – pronomen                                              | hvilkendera med flera |

Förutom appellativen i listan ovan stavades bland andra ortnamnen Hvilan, Hven och Hvetlanda med hv‐. Det genuina uttalet av Vittaryd i Finnveden i Småland är Wettet eller Wittet och den äldre stavningen är Hvittaryd; i folkmålet uttalas äldre hv‑ som [w]. Namn innehållande Hvitfeldt (Hvitfeldtska gymnasiet, Hvitfeldtsgatan) stavas med hv‐.
Tabellen ovan syftar till att ge en översikt över vilka etymologiska rötter på hv‐ som finns i standardsvenska. Därför anförs till exempel hvässa som en avledning av hvass. I svenskan är givetvis (h)vässa och (h)vass två olika ord. En översikt över de ord i betydelsen ”ordbokslemmata” på hv‐ som fanns i standardsvenska ordböcker på gammalstavningens tid meddelas i artikeln Stavningsreformen 1906.
De så kallade hv‑orden kan inte helt konsekvent ordnas efter etymologiskt ursprung, eftersom flera av dem är urbesläktade på ett – för nutida svenskar – icke uppenbart sätt.

## Folkmål
I nordliga sydsvenska mål har hv‐ utvecklats till w‐. Därför finns fonemisk opposition mellan folkmålsord som wa och va, som motsvarar standardsvenskans va(d) och va(r) av ”vara”. Ett exempel ur en folkmålstext är ”wa de va” (skriven standardsvenska ”vad det var”). Särskilt i sydligare sydsvenska mål kan /h/ snarare än /v/ bevaras i vissa ord, som i skånska hocken (vilken).

## Jämförelse med andra språk
I standarddanska bevaras stavningen med ⟨hv‐⟩, men uttalet är [v]. I nordjyllänska mål finns den uddljudande fonemförbindelsen och uttalet /hw/. I nyisländska bevaras också stavningen med ⟨hv‐⟩ men uttalet är [kv]. I de norska skriftspråken bokmål och nynorsk finns stavningarna hv‐ och kv‐ som i hval/kval (djuret val). I engelska inverterades stavningen ⟨hw‐⟩ i medelengelskan till ⟨wh‐⟩, vilket givit stavningar som whale (val) what (vad) i engelska, i stället för hwale, hwat. I de flesta former av standardengelska uttalas ⟨wh‑⟩ och ⟨w‑⟩ båda som [w], men i Skottland, södra Förenta staterna och andra områden finns fortfarande ett tonlöst uttal av ⟨wh‐⟩ (IPA [ʍ]).